# Luigi Gobbi
Luigi Gobbi (Pescara, 8 gennaio 1988) è un pallanuotista italiano, centrovasca della Roma Vis Nova. Cresce nelle giovanili del Pescara, nel 2012 è stato finalista in Coppa LEN con la RN Florentia.